# Epidendrum stamfordianum
Epidendrum stamfordianum är en orkidéart som beskrevs av James Bateman. Epidendrum stamfordianum ingår i släktet Epidendrum och familjen orkidéer. Inga underarter finns listade i Catalogue of Life.

## Bildgalleri

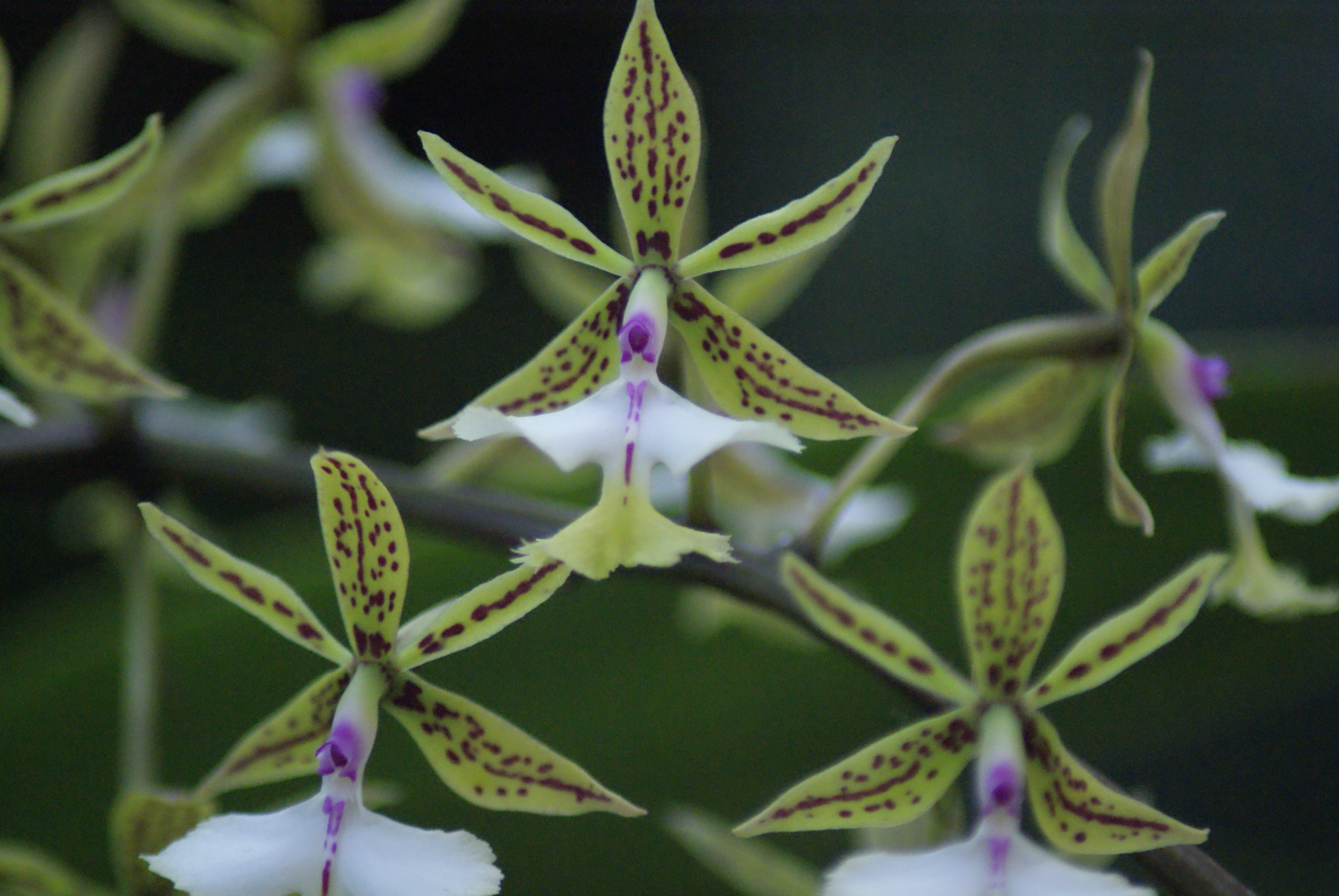
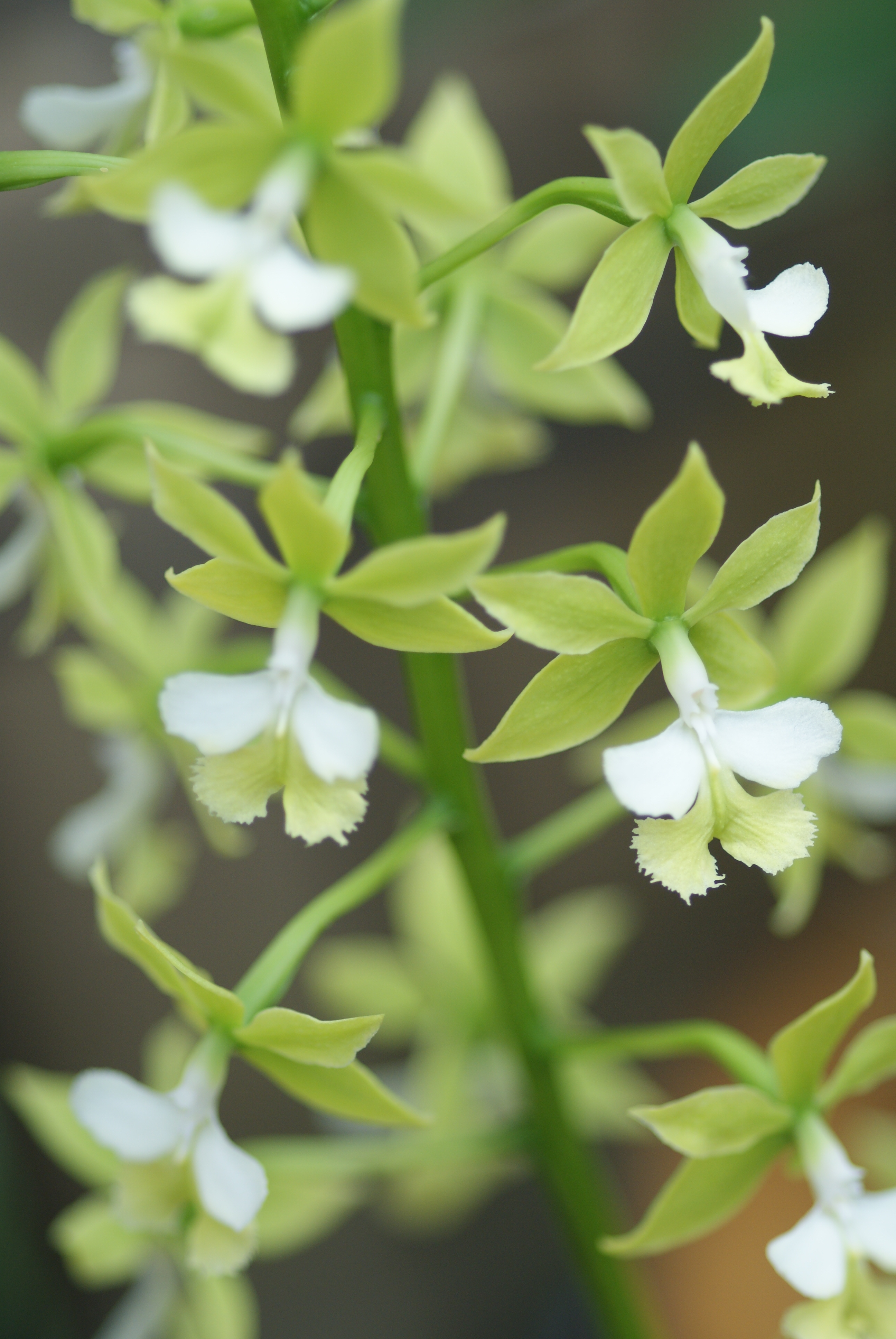
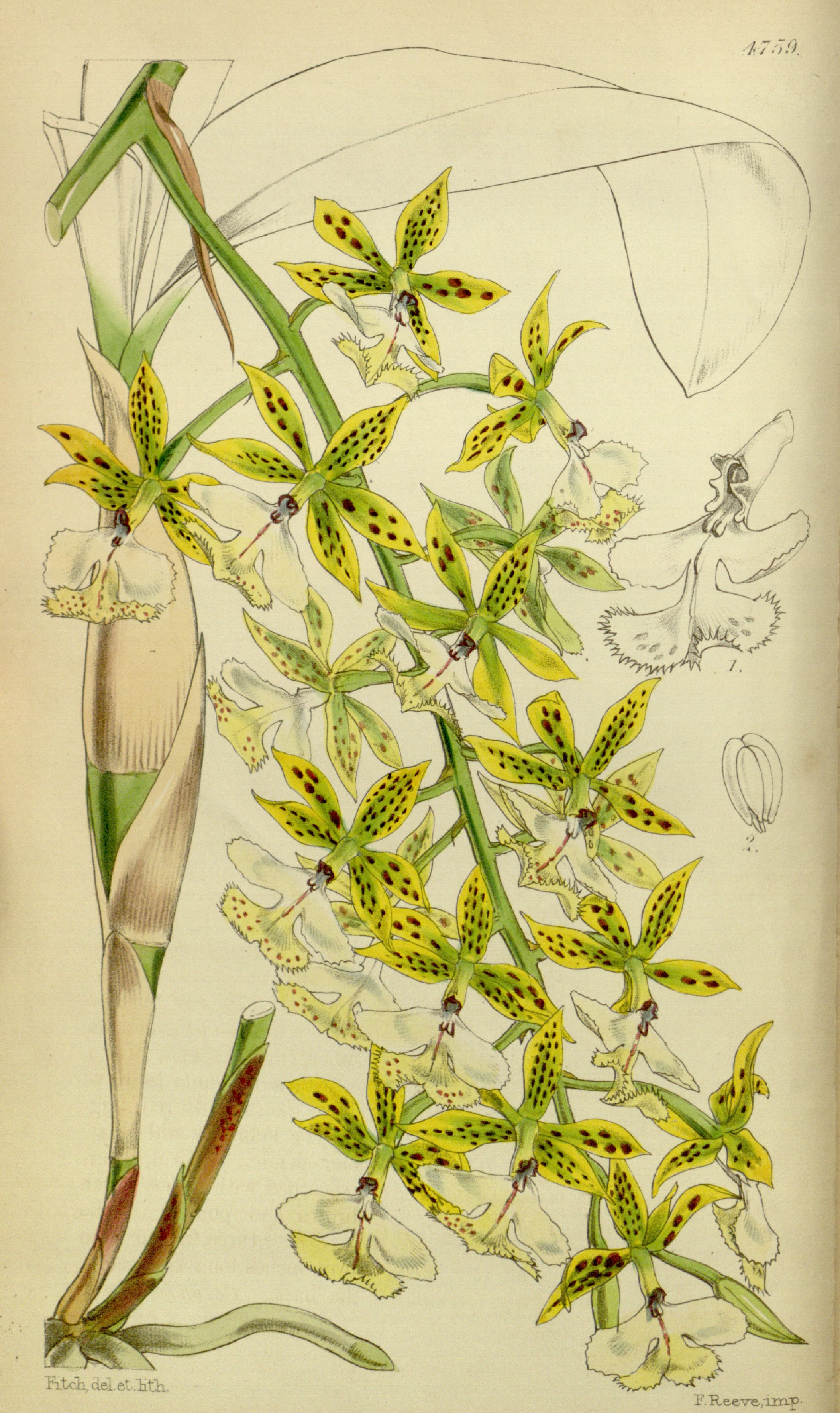
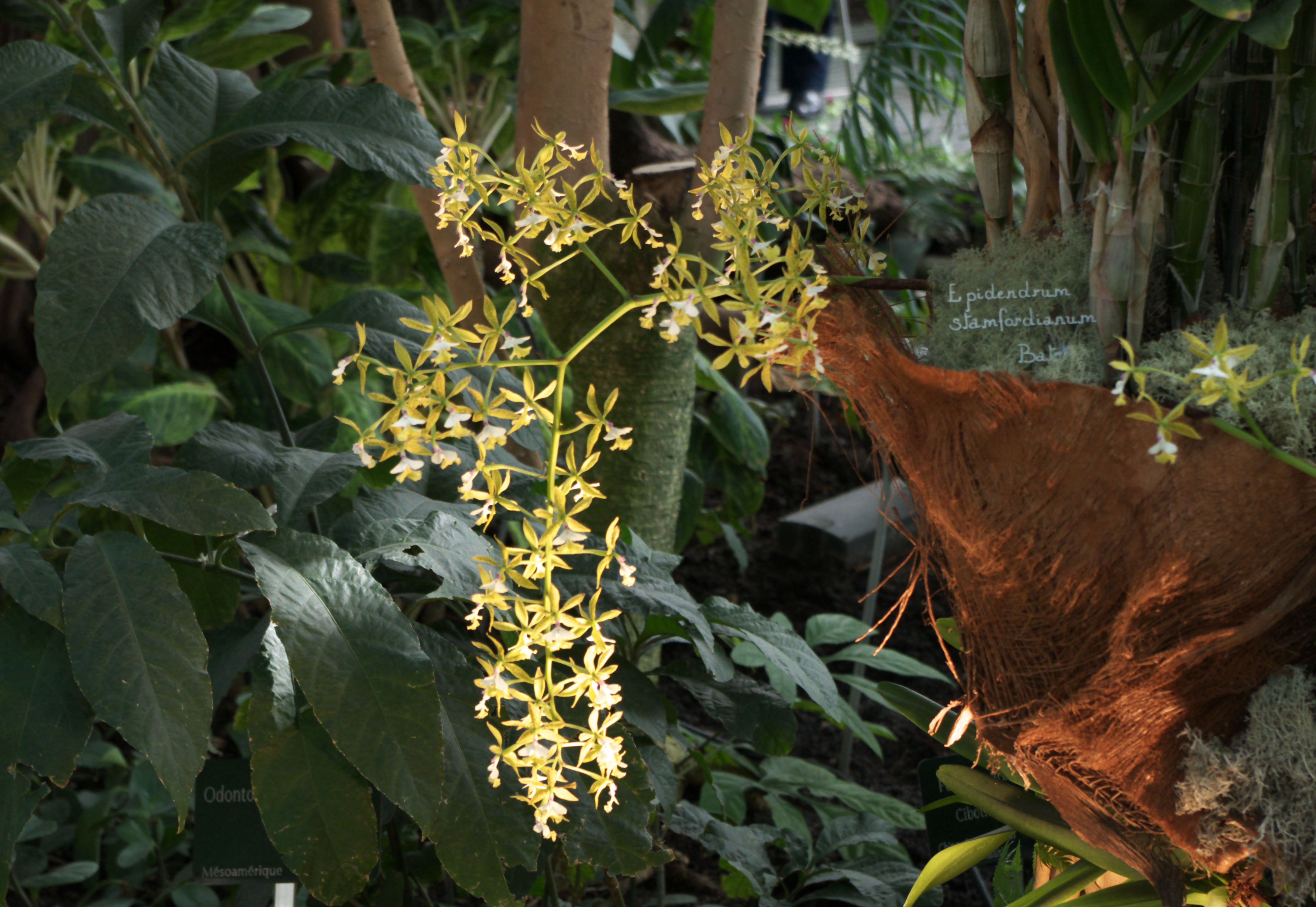
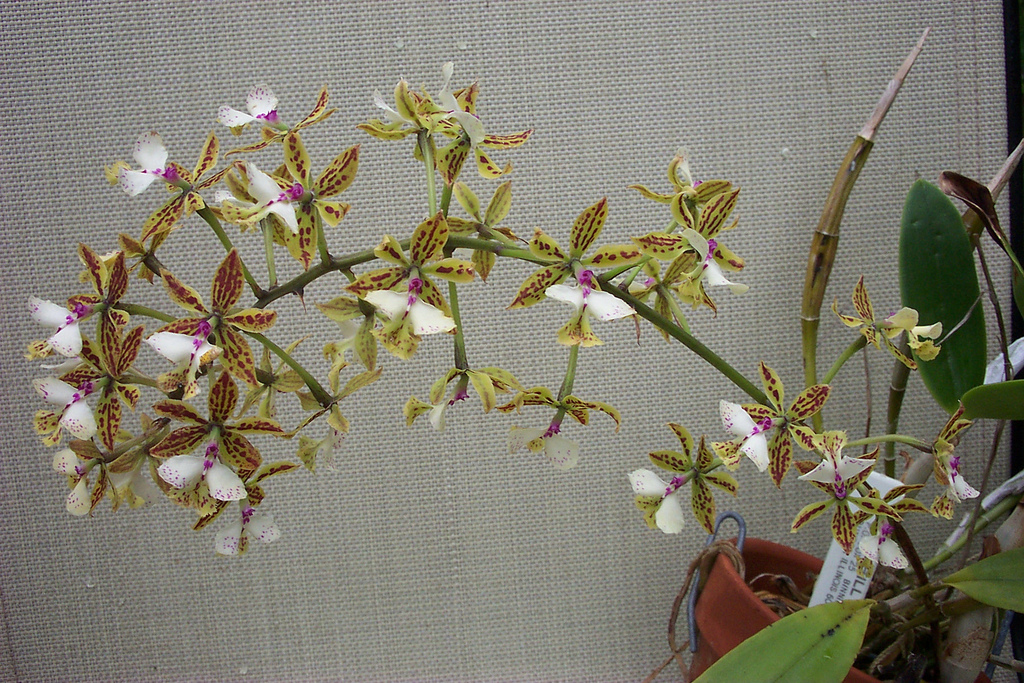
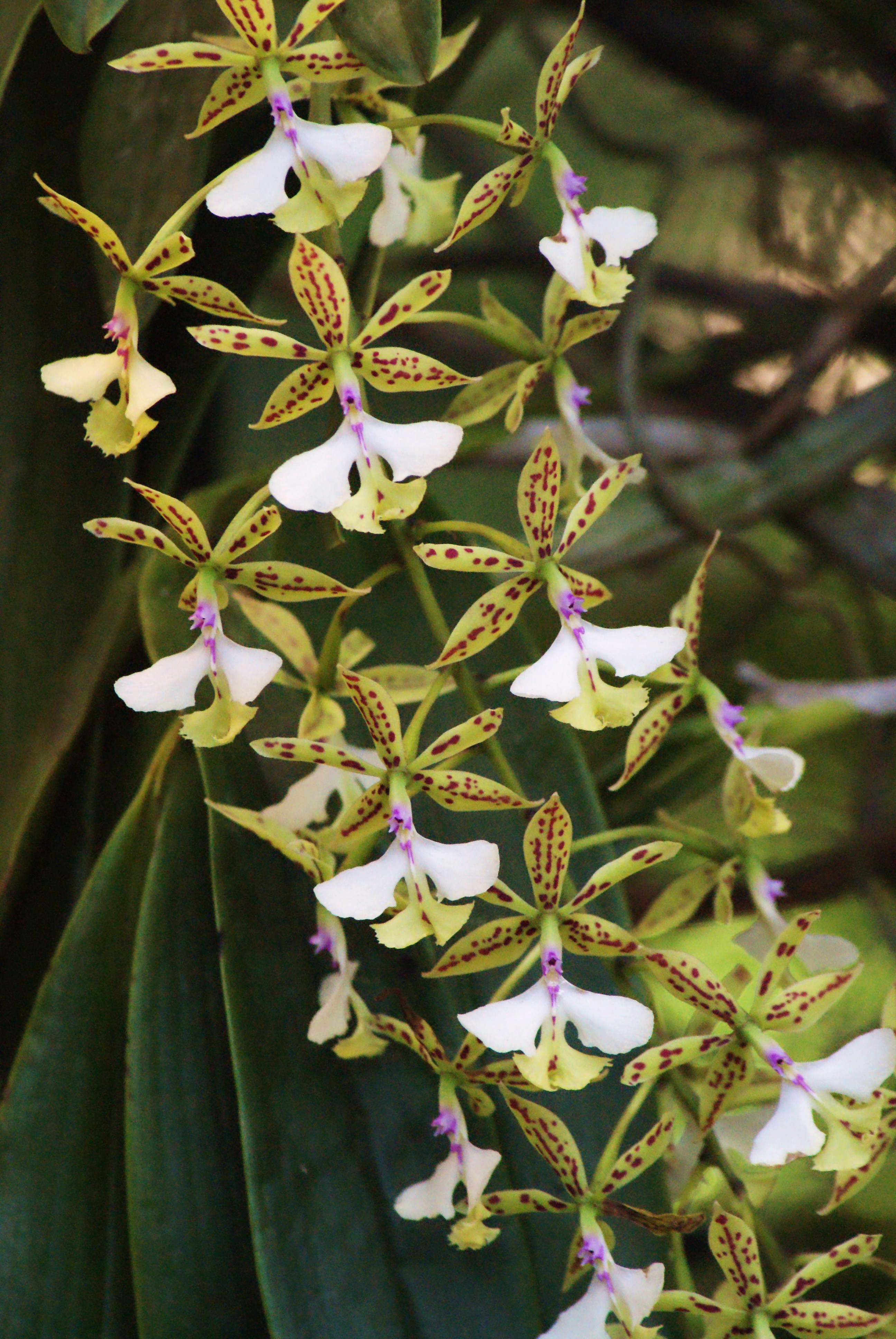